# Pat, a rejtélyes
A Pat, a rejtélyes (eredeti cím: It's Pat) 1994-ben bemutatott amerikai filmvígjáték, melyet Adam Bernstein rendezett. A főbb szerepekben Julia Sweeney, Dave Foley, Charles Rocket és Kathy Griffin látható.

## Cselekmény
Pat Riley pufók, nyafogós, ellenszenves, munkáját gyakran váltogató, meghatározhatatlan nemű illető, aki az életében stabil alapokat keres. Pat találkozik Chrisszel, akinek a nemét szintén nem fedik fel. Ők ketten egymásba szeretnek, és eljegyzik egymást. Eközben Pat szomszédja, Kyle Jacobsen egészségtelenül megszállottja lesz Pat nemének leleplezésében, és követni kezdi Patet. Kyle beküld egy kazettát, amelyen Pat karaoke-előadással szerepel az America's Creepiest People című tévéműsorban, és ezzel Patre felfigyel a Ween zenekar, akiknek egyik fellépésén Pat is szerepel; Pat tubán játszik. Amikor Pat megtudja, hogy a Ween csak egy koncertre akarta felhasználni Patet, Pat és Chris szakítanak.
Kyle ellopja a laptopot, amelyen Pat naplója van, és megpróbálja kényszeríteni Patet, hogy elárulja a számítógépes jelszavát, hogy hozzáférhessen a fájlokhoz. Pat annyit válaszol, hogy a szó benne van a szótárban. Kyle ezután elkezdi beírni a szótár minden egyes szavát.
Eközben egy bűnözői banda, amely Pat nemét akarja kideríteni, zaklatni kezdi Patet, és Patet felzaklatja a bűnözők androgün természete. Pat elmegy panaszkodni Kathyhez, egy barátjához, aki terapeuta és egy rádió talk show házigazdája. Amikor Pat fanyar reakciókat ad a betelefonáló hallgatóknak, az adó kirúgja Kathyt, és Patet ülteti a helyére.
Kyle az egész szótárat átnézi, amíg el nem jut az utolsó szóig, ami a „zythum” (egyiptomi maláta sör), ami a jelszó. Miután átolvassa a naplót, nem talál semmi új információt Pat nemével kapcsolatban.
Kyle betelefonál Pat rádióműsorába, és azt mondja Patnek, hogy találkozzanak a Ripley's Believe It or Not! Múzeum-ban, kijelentve, hogy ez az egyetlen esélye Patnek, hogy visszaszerezze a laptopot. Pat megérkezik, és ott találja Kyle-t, aki pontosan úgy van öltözve, mint Pat. Kyle követeli, hogy Pat vetkőzzön meztelenre, de Pat elszalad egy Ween-koncertre. Miután Kyle sarokba szorítja Patet egy kifutón, Pat elesik, és Pat ruhája fennakad egy kampón. Ez letépi Pat nadrágját, és leereszti Patet az éljenző közönség előtt, bár Pat nemi szervét sem Kyle, sem a mozilátogatók nem látják. Kyle-t ezt követően a biztonsági őrök elviszik. Pat ezután Chrishez rohan, éppen akkor, amikor Chris egy óceánjárón távozik. Az epilógusban Pat és Chris összeházasodnak.
A film végi stáblista alatt Kathy immár ismét a rádióműsorát vezeti, és az első betelefonáló nem más, mint Kyle, akit Pat iránti megszállottsága a transzvesztitizmusba kergetett.

## Szereplők
| Színész        | Szerep        | Magyar hang   |
| -------------- | ------------- | ------------- |
| Julia Sweeney  | Pat Riley     | Vándor Éva    |
| Dave Foley     | Chris         | Stohl András  |
| Charles Rocket | Kyle Jacobsen | Mihályi Győző |
| Kathy Griffin  | önmaga        | Náray Erika   |
| Julie Hayden   | Stacy Jacobse | Jani Ildikó   |
| Timothy Stack  | Doktor        |               |

## Díjak jelölések
A filmet 16. Arany Málna gálán öt díjra jelölték, de egyiket sem nyerte meg:
- legrosszabb női főszereplő (Julia Sweeney)
- legrosszabb új sztár  (Julia Sweeney)
- legrosszabb film (Charles B. Wessler)
- legrosszabb filmes páros (Dave Foley, Julia Sweeney)
- legrosszabb forgatókönyv (Jim Emerson, Stephen Hibbert, Julia Sweeney)

## Filmzene
1. "It's Pat Theme" – Christina Zander, Julia Sweeney, Cheryl Hardwick
2. "Walz Pompadour" (írta: Tom Elliot)
3. "Poem of Crickets" (írta: 長沢 勝俊 (Katsutoshi Nagasawa)
4. "Delta Swelter" – Gary Fletcher, Paul Jones, Dave Kelly, Tom McGuinness, Bob Townsend
5. "The Cool Look" – Johnny Hawksworth
6. "Brain Women" – Mark Mothersbaugh
7. "Everybody Loves Somebody" – Julia Sweeney
8. "Dude (Looks Like a Lady)" – Aerosmith
9. "Le Freak" – Julia Sweeney
10. "Paero" – Phillippe Lhommt, Jacques Mercier
11. "Pork Roll, Egg and Cheese" – Ween
12. "How's It Gonna Be" – The Dead Milkmen
13. "Bring It to Me" – Collective Thoughts
14. "Don't Get 2 Close (2 My Fantasy)" – Ween
15. "You're the Best Thing That Ever Happened to Me" – Gladys Knight & the Pips

## Fordítás
- Ez a szócikk részben vagy egészben  az   It's Pat című angol Wikipédia-szócikk ezen változatának fordításán alapul.  Az eredeti cikk szerkesztőit annak laptörténete sorolja fel. Ez a jelzés csupán a megfogalmazás eredetét és a szerzői jogokat jelzi, nem szolgál a cikkben szereplő információk forrásmegjelöléseként.